# Branko Čavlović-Čavlek-stadion
Branko Čavlović-Čavlek-stadion (kroatiska: Stadion Branko Čavlović-Čavlek) är en fotbollsanläggning i Karlovac i Kroatien. Den invigdes år 1975 och renoverades år 2009. Fotbollsanläggningen har kapacitet för 12 000 besökare och är uppkallad efter den tidigare fotbollsspelaren Branko Čavlović (1921–2001). Branko Čavlović-Čavlek-stadion är hemmaarena för det lokala fotbollslaget NK Karlovac 1919.